# USS Abraham Lincoln (CVN-72)

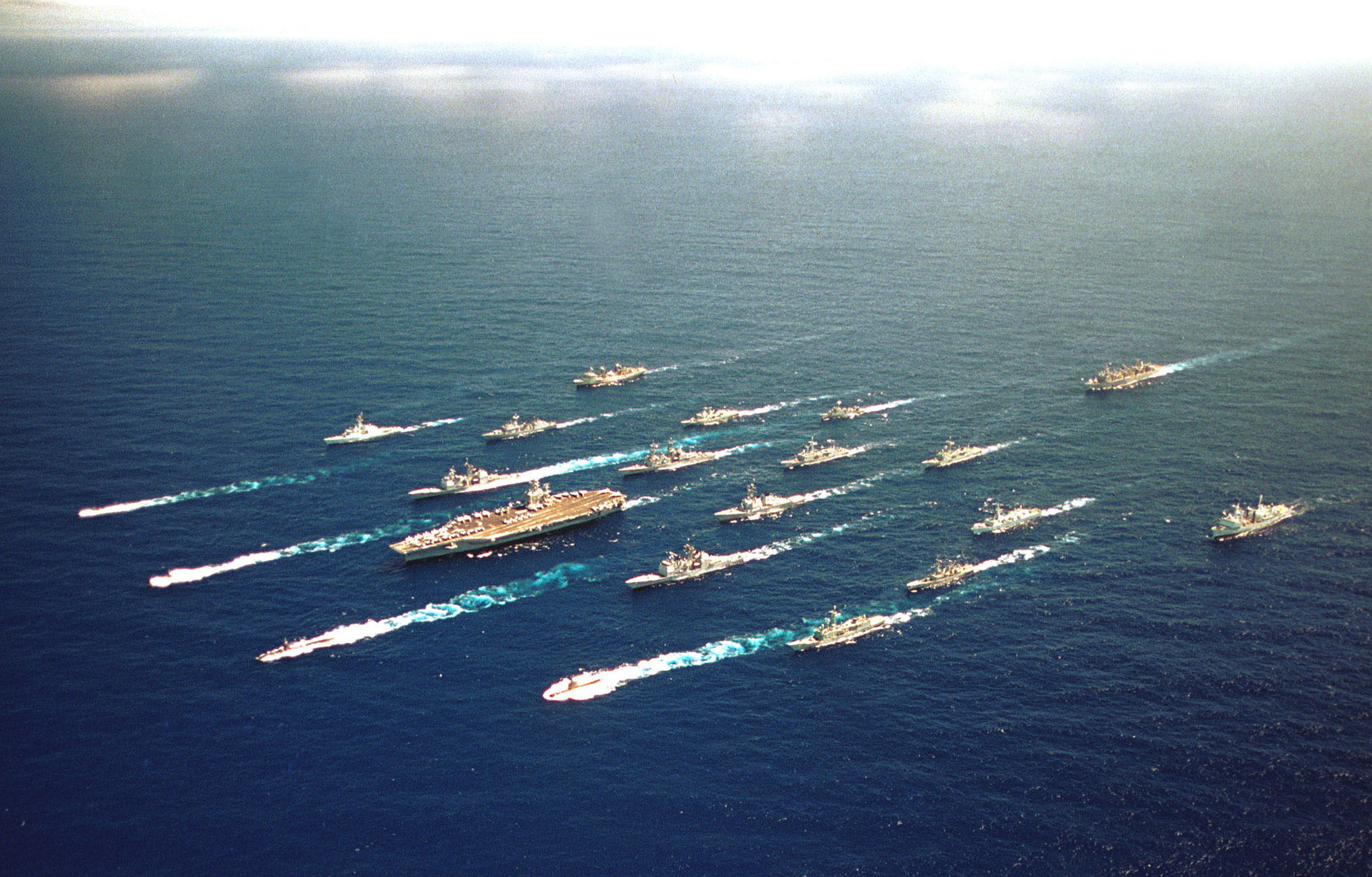
De Abraham Lincoln met escortegroep tijdens de RIMPAC-oefening in 2000.

De USS Abraham Lincoln (designatie: CVN-72) is een supervliegdekschip van de United States Navy. Het is het vijfde schip uit de Nimitz-klasse en het tweede schip van de US Navy dat naar Abraham Lincoln, de zestiende president van de Verenigde Staten, vernoemd werd. De Abraham Lincoln werd van 1984 tot 1988 gebouwd en het volgende jaar in dienst genomen. Het is gestationeerd in Naval Station Norfolk.

## Geschiedenis

### Jaren 1990
De eerste missie van de USS Abraham Lincoln kwam er onverwacht. Het schip werd via de Indische Oceaan naar de Perzische Golf gestuurd voor deelname aan Operatie Desert Shield. Onderweg werd het afgeleid naar de Filipijnen toen daar de vulkaan Mount Pinatubo uitbarstte. Samen met andere schepen werden 45.000 militairen en hun families van de Amerikaanse marinebasis aldaar geëvacueerd. Hierna vervolgde de Abraham Lincoln haar weg naar de Perzische Golf. Daar ondersteunde het de Golfoorlog met verkennings- en gevechtsvluchten. Ook begin 1992 was het schip in die regio voor Operatie Southern Watch waarbij de no-flyzone boven Zuid-Irak werd bewaakt.
In oktober 1993 zette de Abraham Lincoln koers naar Somalische wateren voor assistentie bij hulpoperaties van de Verenigde Naties en de ondersteuning van Operatie Restore Hope. Later dat jaar was de USS Abraham Lincoln het eerste vliegdekschip dat vrouwelijke piloten opnam onder de bemanning nadat het verbod daarop was opgeheven. In april 1995 vertrok het schip opnieuw naar de Perzische Golf voor Southern Watch en voor Operatie Vigilant Sentinel, het antwoord op Iraks troepensamentrekking nabij Koeweit. In juni 1998 ging het schip voor de vierde keer naar de regio voor Southern Watch. In 1999 nam de Abraham Lincoln deel aan oefeningen en kreeg het een onderhoudsbeurt.

### Jaren 2000
In augustus 2000 begon een vijfde missie in de Perzische Golf. Op 20 juli 2002 vertrok het weer naar de regio, deze keer ook voor Operatie Enduring Freedom. Na de missie was het schip naar Perth (Australië) vertrokken en daar aangemeerd toen het teruggestuurd werd voor Operatie Iraqi Freedom (de oorlog in Irak). Gevechtsvliegtuigen van de USS Abraham Lincoln dropten tijdens die oorlog meer dan 700 ton bommen op Irak. In mei 2003 vertrok het vliegdekschip naar de VS waar het bezoek kreeg van president George W. Bush die in San Diego vanaf het schip zijn fameuze Mission Accomplished-speech gaf.
De Abraham Lincoln lag voor haven in Hongkong toen Zuidoost-Azië getroffen werd door een zware zeebeving. Het vliegdekschip ging humanitaire hulp verlenen in het zwaar getroffen eiland Sumatra. Half januari 2005 vertrok het schip weer nadat de Indonesische overheid de gevechtsvliegtuigen van het vliegdekschip verbood te vliegen. De piloten van hun kant zijn wettelijk verplicht minstens eenmaal om de twee weken te vliegen. Vanuit internationale wateren werden de hulpoperaties vanaf het schip voortgezet tot 4 februari. In die periode had het schip zo'n 2,6 miljoen ton hulpgoederen afgeleverd.
Eind februari 2006 vertrok de USS Abraham Lincoln voor een WESTPAC-oefening om hierna naar de Puget Sound Naval Shipyard te vertrekken voor onderhoud. In minder dan de helft van de voorziene tijd en onder het voorziene budget werd het onderhoud uitgevoerd. Ongebruikelijk was ook dat het schip 's nachts en in de weekends geschilderd werd door de bemanning zelf. Intussen werd ook aan moderniseringen begonnen die begin 2007 klaar moesten zijn.